# Никольский, Вадим Дмитриевич
Вади́м Дми́триевич Нико́льский (1886 (1883?)—1938 (1941?)) — российский и советский инженер-гидроэнергетик, популяризатор науки, русский советский писатель-фантаст.

## Биография
Родился в 1886 или 1883 году в Кыштыме, в 1889 году семья переехала в Санкт-Петербург.
Учился на электромеханическом отделеним Санкт-Петербургского политехнического института.
Во время революции 1905 года примкнул к социал-демократическому движению, руководил боевой рабочей дружиной. После поражения революции отошёл от политической деятельности.
После окончания в 1909 году политехнического института, был оставлен в институте для подготовки к профессорскому званию.
Затем работал специалистом по гидроэнергетике в Управлении внутренних водных проблем Министерства путей сообщения, направлялся в Норвегию и Швецию для изучения опыта проектирования и строительства гидроэлектростанций, участвовал в разработке проектов использования гидравлической энергии рек Кольского полуострова. В 1912—1916 годах руководил созданием проектов Кондопожской и Пальеозёрской ГЭС, разработал предложения по строительству гидроэлектростанций на реках Выг и Кемь в Карелии.
В годы первой мировой войны участвовал в конструировании самолётов. Организовал первую в России лабораторию для электроплавки ферровольфрама.
После Октябрьской революции жил в Полтавской губернии, занимался электрификацией и мелиорацией.
В 1924 году вернулся в Ленинград, работал в Научно-мелиоративном институте. Был одним из руководителей Ленинградского Дома занимательной науки. В 1923—1924 годах выполнил проектную схему орошения степной части Крыма водами Днепра, в которой представил два варианта схемы орошения, выделил четыре очереди строительства и соответственно зон орошения, разработал основы ведения водного и энергетического хозяйства. Положительную оценку проекту в 1930 году дал сотрудник водной секции Госплана СССР А. С. Панпулов.
Арестован в конце 1930-х годов, расстрелян осенью 1938 года (по другим данным — погиб в заключении в 1941 году).

## Литературное творчество
Печататься начал в 1924 году. Писал научную фантастику, первые научно-фантастическая публикации — «Чёртова долина» и «Дезинтегратор профессора Форса» (оба — 1924). Написал также фантастические рассказы «Лучи жизни» (1927 — под псевдонимом Юниор) и «Антибеллум» (1927). Завершился ранний период литературного творчества автора романом-утопией «Через тысячу лет» (1927), посвящённым коммунизму в далёком будущем — в нём он, в частности, предсказал взрыв первой атомной бомбы в 1945 году.
Рассказы автора позднего периода — «Ленинградские пустоты» (1936) и т. д. — представляют собой научно-фантастические очерки в духе фантастики «ближнего прицела».

## Публикации
- Никольский В. О гидроэлектрических установках Швеции и Норвегии // Электричество. — СПб., 1913.
- Никольский В. Дезинтегратор профессора Форса: Науч. фантазия // Человек и природа. — Л., 1924. — № 4. — С. 341—354.
- Никольский В. Чертова долина: Рассказ // Мир приключений. — Л., 1925. — № 5. — С. 1—16.
- Никольский В. «Антибеллум»: Ист. случай // Мир приключений. — Л., 1927. — № 2. — С. 40—51.
- Юниор. Лучи жизни: Рассказ // Мир приключений. — Л., 1927. — № 10. — С. 6—20.
- Никольский В. Через тысячу лет:[Отр. из романа] // Природа и люди. — Л., 1927. — № 1. — С. 28—35.
- Никольский В. В грядущем: Отр. из романа «Через тысячу лет» // Техника-молодёжи. — М., 1935. — № 3. — С. 55—59.
- Никольский В. Ленинградские пустоты: Науч.-фантаст. очерк // Вокруг света. — Л., 1936. — № 11. — С. 16—18.

### Отдельные издания
- Никольский В. Через тысячу лет: Науч.-фантаст. роман. — Л.: Изд. П. П. Сойкин, 1927. — 112 с. — (Прил. к журн. «Вестник знания»; Кн. 3.). — 15,000 экз.